# 香椎造

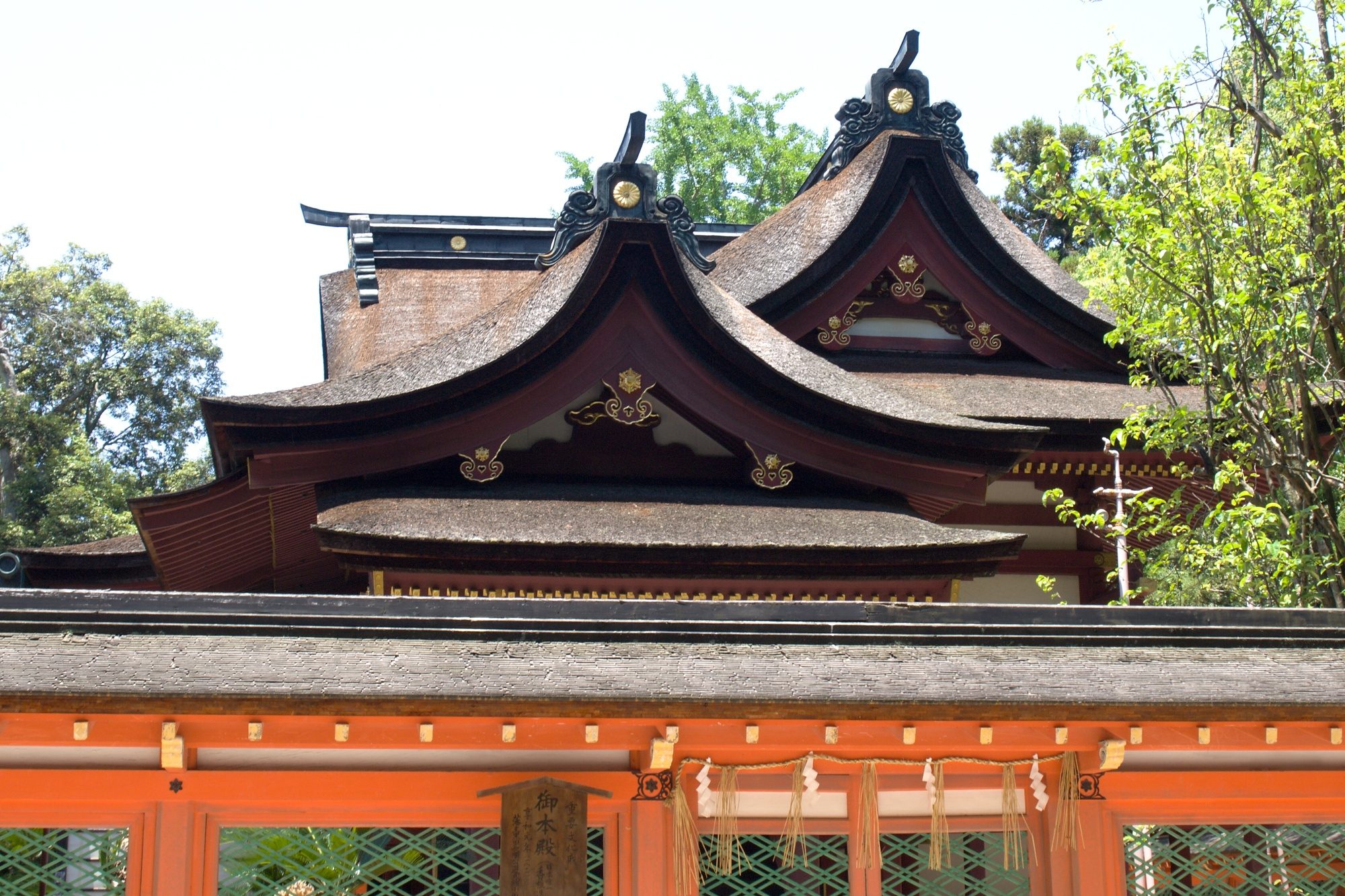
香椎造

香椎造（かしいづくり）は、香椎宮の本殿（重要文化財）の建築様式。
正面に浜床をそなえて向拝をつくり、左右に車寄せをもうける。屋は本宇のうえに左右に妻をあらわした入母屋をおおい、その正面に千鳥破風をおき、向拝に縋破風をかけ、左右は切妻屋根をおおい、車寄せに廂屋根を冠する。